# Гааг (Верхня Франконія)
Гааг (нім. Haag) — громада в Німеччині, розташована в землі Баварія. Підпорядковується адміністративному округу Верхня Франконія. Входить до складу району Байройт. Складова частина об'єднання громад Кройсен.
Площа — 13,29 км2. Населення становить 970 ос. (станом на 31 грудня 2020).